# Picnogònids
Els picnogònids (Pycnogonida) o pantòpodes (Pantopoda), també anomenats genèricament aranyes de mar, són una classe d'artròpodes marins. Viuen generalment a la mar Mediterrània i a la Mar del Carib, així com als oceans Àrtic i Antàrtic. Hi ha més de 1.300 espècies conegudes, amb una mida que varia des d'entre 1 mil·límetre fins al 70 centímetres d'algunes espècies d'aigües profundes. La majoria d'espècies són petites i viuen en aigües relativament somes, encara que poden creixen fins a ser molt més grans en aigües de l'Antàrtic.
Encara que les aranyes de mar no són autèntiques aranyes, o fins i tot aràcnids, la seva classificació tradicional com a quelicerats les situa més a prop de les autèntiques aranyes que a cap altre grup d'artròpodes, com els insectes o els crustacis. No obstant això, fins i tot amb aquesta discussió, les proves genètiques suggereixen que podrien ser un antic grup germà de tots els artròpodes vivents.

## Descripció

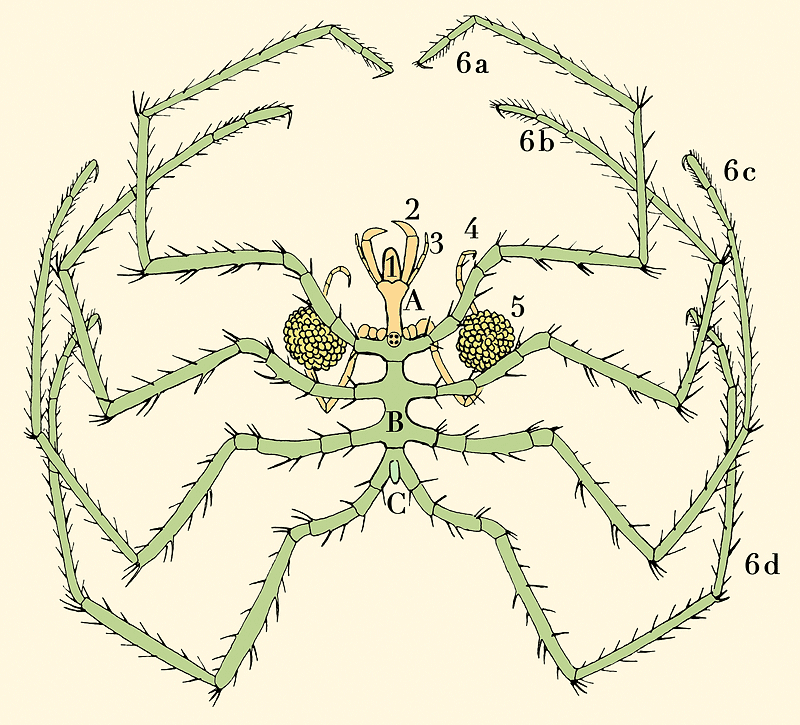
Anatomia d'un picnogònid:
A: cap; B: tòrax; C: abdomen
1: probòscide; 2: quelícers; 3: pedipalps; 4: ovígers; 5: sac d'ous; 6a–6d: quatre parells de potes

En contrast amb el seu cos petit, les aranyes de mar tenen unes potes llargues. Generalment disposen de quatre parells de potes (un total de vuit), encara que existeixen espècies amb cinc i sis parells. Donada la seva mida petita i el seu cos i potes estretes, no els cal un sistema respiratori, amb moviments de gasos per difusió. Una trompa els permet succionar nutrients dels invertebrats de cos tou. El seu tracte digestiu té uns diverticles que s'estenen cap a les potes.
Els picnogònids són tan petits que cadascun dels seus petits músculs consisteix en només una cèl·lula única, envoltada per teixit conjuntiu. La regió anterior consta de la trompa, que ha limitat bastant el moviment dorsoventral i lateral, i de 3 a 4 apèndixs que contenen ovígers i que s'utilitzen en la cura i neteja de les cries, així com en els rituals d'aparellament. En algunes espècies, els quelícers, els palps i els ovígers poden ser reduïts o absents en els adults. En aquelles espècies que no tenen quelícers i palps, la trompa està ben desenvolupada i és més mòbil i flexible, i sovint està equipada amb nombroses truges sensorials i crestes fortes de raspat al voltant de la boca. L'últim segment inclou l'anus i la tuberculosi, que es projecta dorsalment.
En total, els picnogònids tenen de quatre a sis parells de potes per caminar, així com altres apèndixs que sovint s'assemblen a les potes. Un cefalotòrax i un abdomen molt més petits formen un cos extremadament reduït, que té un màxim de dos parells d'ulls simples situats dorsalment en el seu exoesquelet no calcari, encara que de vegades els ulls poden estar absents, especialment entre les espècies que viuen a les profunditats dels oceans. L'abdomen no té cap apèndix, i en la majoria de les espècies és reduït i gairebé vestigial. Els òrgans d'aquests artròpodes s'estenen al llarg de molts apèndixs, ja que el seu cos és massa petit per donar-los cabuda a tots.
La morfologia de l'aranya de mar, fa que tinguin una relació entre la seva superfície i el seu volum extremadament ben adaptada perquè la respiració es produeixi a través de la difusió directa. Les investigacions més recents semblen indicar que les deixalles surten del cos a través del tracte digestiu o es perden durant l'ècdisi. El seu cor petit i llarg batega vigorosament a entre 90 i 180 batecs per minut, creant de la pressió arterial substancial. Aquestes criatures tenen un sistema circulatori obert, així com un sistema nerviós format per un cervell connectat a dos cordons nerviosos ventrals, que al seu torn es connecten a nervis específics.

## Reproducció i desenvolupament
Totes les espècies de picnogònid tenen sexes separats a excepció d'una espècie que és hermafrodita. Les femelles posseeixen un parell d'ovaris, mentre que els mascles posseeixen un parell de testicles situat dorsalment en relació al tracte digestiu. La reproducció implica una fecundació externa després d'un breu "festeig", encara que se sap molt poc sobre la vida secreta de la majoria dels picnogònids. Dels ous i les cries en tenen cura només els mascles.
La larva té un intestí cec i el cos consisteix literalment d'un cap i dels seus únics tres parells d'apèndixs cefàlics: quelícers, palps i ovígers. L'abdomen i el tòrax amb els seus apèndixs toràcics es desenvolupen posteriorment. Una teoria diu que això mostra com un ancestre comú de tots els artròpodes va evolucionar, començant la seva vida com un petit animal amb un parell d'apèndixs utilitzats per a l'alimentació i dos parells usats per a la locomoció, mentre que els nous segments i apèndixs es van afegir gradualment a mesura que va anar creixent.
S'han descrit almenys quatre tipus de larves: la larva protonimfa típica, la larva enquistada, la larva protonimfa atípica i la larva de fixació. La larva protonimfa típica és la més comuna, és de vida lliure i es converteix a poc a poc en un adult. La larva enquistada és un paràsit que desclou l'ou i es troba en un hoste en la forma d'una colònia de pòlips en la qual s'enterra i es converteix en un quist, on romandrà fins que s'hagi convertit en un individu jove.
No se sap gaire sobre el desenvolupament de la larva protonimfa atípic. Els adults són de vida lliure, mentre que les larves i els joves viuen sobre o dins amfitrions temporals com poliquets i cloïsses. Quan la larva es desclou adjuntant encara sembla un embrió, i immediatament s'adhereix a les potes ovígeres del pare, on romandrà fins que s'hagi convertit en un petit jove amb dos o tres parells de potes caminadores i estigui llest per a dur una existència lliure.

## Distribució i ecologia
Aquests petits animals viuen en diferents parts del món, des d'Austràlia, Nova Zelanda i la costa del Pacífic dels Estats Units, fins al mar Mediterrani i el mar Carib, i als pols nord i sud. Són més comuns en les aigües poc profundes, però se'n poden trobar a una profunditat de 7.000 metres, i viuen tant en hàbitats marins i com a estuaris. Els picnogònids es camuflen bé sota les roques i entre les algues que es troben al llarg de les costes.
Les aranyes de mar també caminen al llarg del fons amb les seves cames amb aspecte de xanques o neden just per sobre mitjançant una propulsió semblant al moviment d'un paraigua que s'obre i es tanca. La majoria són carnívores i s'alimenten de cnidaris, esponges de mar, poliquets i briozous. Generalment són depredadors o carronyaires. Sovint insereix la seva probòscide, un apèndix llarg utilitzat per a la digestió i l'aspiració d'aliments cap a l'intestí, amb una anemone de mar i succionen l'aliment. L'anemone de mar, gran en comparació amb el seu depredador, gairebé sempre sobreviu a aquesta terrible experiència.

## Classificació
La classe dels picnogònids comprèn més de 1.300 espècies, i està generalment dividida en vuitanta-sis gèneres. La taxonomia correcta dins del grup és incerta, i sembla que no hi ha cap llista acordada d'ordres. En conseqüència, les famílies que la integren es consideren part d'un únic ordre, els dels pantòpodes.
Les aranyes de mar han estat considerats durant molt temps com a pertanyents al subfílum dels quelicerats, juntament amb els merostomats i els aràcnids, que inclou aranyes, àcars, paparres, escorpins i segadors, entre altres ordres menys coneguts.
Una altra hipòtesi és que pertanyen al seu propi llinatge, diferent de quelicerats, crustacis, miriàpodes i insectes. El motiu és que sembla que els quelícers són únics entre els artròpodes vivents, i no són homòlegs als quelícers dels autèntics quelicerats com se suposava anteriorment. Enlloc de desenvolupar-se des del deuterocervell, s'originen al protocervell, la part anterior del cervell dels artròpodes i que es troba al primer segment del cap i que a la resta dels artròpodes només dona lloc als ulls. Això no es troba en cap altre artròpode, excepte en algunes formes fòssils com el Anomalocaris, fet que indica que els picnogònids podrien ser un grup germà de tots els altres artròpodes vivents, els quals van evolucionar a partir d'algun avantpassat que havia perdut els apèndixs protocerebrals. Si això es confirma, significaria que les aranyes de mar són l'últim membre supervivent (i altament modificat) d'un antic grup d'artròpodes que van viure en els oceans del Cambrià.
Una altra hipòtesi sosté que els Pycnogonida pertanyen al seu propi llinatge, diferent dels quelicerats, crustacis, miriàpodes o insectes. Aquesta hipòtesi de Cormogonida sostenia que els quelífors de l'aranya marina, que són únics entre els artròpodes existents, no són posicionalment homòlegs als quelícers de Chelicerata, com es suposava anteriorment. En lloc de desenvolupar-se a partir del deutocerebrum com els quelícers, es pensava que els quelífors de l'aranya marina estaven innervats pel protocerebrum, la part anterior del cervell dels artròpodes i es trobaven al primer segment del cap que en tots els altres artròpodes donen lloc als ulls i al labre. Aquesta condició de tenir apèndixs protocerebrals no es troba enlloc més entre els artròpodes, excepte en formes fòssils com Anomalocaris, que es va prendre com a evidència per demostrar que Pycnogonida podria ser un grup germà de tots els altres artròpodes vius, aquests últims han evolucionat a partir d'algun avantpassat que havia perdut el apèndixs protocerebrals. Si s'hagués confirmat aquest resultat, hauria significat que les aranyes marines són els últims membres supervivents (i molt modificats) d'un antic grup d'artròpodes que vivien als oceans Cambrià. No obstant això, un estudi posterior utilitzant patrons d'expressió del gen Hox va demostrar l'homologia del desenvolupament entre quelicerats i quelífors, amb quelifors innervats per un deuterocerebro que s'ha girat cap endavant; per tant, el clade del Gran Apèndix protocerebral no inclou els Pycnogonida.
Els estudis filogenòmics situen els Pycnogonida com el grup germà de la resta de Chelicerata (coherent amb la putativa homologia chelifore - chelicera), encara que poques altres relacions a la base dels quelicerats estan ben resoltes. El primer estudi filogenòmic de les aranyes marines va poder establir un arbre vertebrador per al grup i va demostrar que Austrodecidae és el grup germà de les famílies restants.

## Registre fòssil
Encara que el registre fòssil de picnogònids és escàs, és clar que un cop van posseir celoma, malgrat perdre'l més tard, i que el grup és molt antic.
Els primers fòssils es coneixen des del cambrià, a Suècia, el silurià, a Anglaterra, i el Devonià, a Alemanya. Alguns d'aquests exemplars són importants, ja que posseeixen un 'tronc' darrere de l'abdomen i en dos fòssils el cos acaba en una cua, un tret mai vist entre les aranyes de mar vivents.
El 2007, fòssils molt ben conservats van ser exposats en jaciments de fòssils a La Vòuta, al sud de Lió, al sud-est de França. Investigadors de la Universitat de Lió van descobrir prop de 70 fòssils de tres espècies diferents al jaciment juràssic de 160 milions d'anys de La Vòuta. La troballa ajudarà a omplir una enorme escletxa en la història d'aquestes criatures.